# 구쯔하오
구쯔하오(중국어: 辜梓豪, 병음: Gū Zǐháo, 한자음: 고재호, 1998년 3월 13일~, 후베이성 셴타오시)는 중화인민공화국의 바둑 기사이다. 2010년 프로기사가 되었고 2017년 9단에 올랐다.

## 경력
- 2015년 이민배 우승(대 이동훈)
- 2017년 춘란배 4강, 삼성화재배 우승 (대 탕웨이싱 2:1)
- 삼성화재배 우승으로 9단 승단
- 2018년 중국 아함동산배 우승(대 판팅위), 위부방개배 우승(대 랴오위안허), 중일 아함동산배 우승(대 이치리키 료)
- 2019년 삼성화재배 4강
- 2020년 중국 TV 바둑 속기전 우승(대 롄샤오)
- 2021년 제35기 중국위기천원전 우승(대 양딩신), 제22기 중국 아함동산배 우승(대 황윈쑹), 중일 아함동산배 우승(대 쉬자위안), 제12기 중국 용성전 우승(대 미위팅), 제1기 만구배 중국바둑대기사전 준우승(대 딩하오)
- 2023년 제1회 취저우 난가배 세계바둑오픈 우승 (대 신진서 2-1)
- 2024년 제2회 취저우 난가배 세계바둑오픈 준우승 (대 신진서 0-2)

## 국제기전 성적
| 대회       | 2016 | 2017 | 2018  | 2019 | 2020 | 2021 | 2022 | 2023 | 2024   | 2025 |
| ---------- | ---- | ---- | ----- | ---- | ---- | ---- | ---- | ---- | ------ | ---- |
| 응씨배     | ×    | -    | -     | -    | 8강  | -    | -    | -    | 56강   | -    |
| 삼성화재배 | ×    | 우승 | 16강  | 4강  | 32강 | ×    | 16강 | 8강  | 32강   |      |
| LG배       | ×    | ×    | 32강  | ×    | 16강 | ×    | 24강 | 8강  | 24강   |      |
| 춘란배     | 4강  | -    | 8강   | -    | ×    | -    | 16강 | -    | 8강    | -    |
| 바이링배   | 64강 | -    | 4강   | -    | 중지 | -    | -    | -    | -      | -    |
| 몽백합배   | -    | 64강 | -     | 64강 | -    | -    | -    | 8강  | -      |      |
| 신아오배   | ×    | -    | 중지  | -    | -    | -    | -    | -    | -      | -    |
| 천부배     | -    | -    | 3회전 | -    | 중지 | -    | -    | -    | -      | -    |
| 란커배     | -    | -    | -     | -    | -    | -    | -    | 우승 | 준우승 |      |
| 난양배     | -    | -    | -     | -    | -    | -    | -    | -    | 8강    |      |
| 북해신역배 | -    | -    | -     | -    | -    | -    | -    | -    | -      | 32강 |
| TV아시아   | ×    | ×    | ×     | ×    | 중지 | -    | -    | -    | -      | -    |
| 농심배     | ×    | ×    | 0:0   | ×    | 3:1  | ×    | 2:1  | 0:1  | ×      |      |